# Chenoa
María Laura Corradini Falomir, més coneguda pel nom artístic de Chenoa, (Mar del Plata, 25 de juny de 1975) és una cantant mallorquina d'origen argentí.
Als vuit anys se'n va anar amb els seus pares i germà de l'Argentina cap a Mallorca, lloc on va viure fins a entrar a l'acadèmia d'Operación Triunfo. Profusament identificada com a mallorquina, ha cantat algunes cançons en català com l'himne de Mallorca, La Balanguera, No Estaràs Sol (del disc de la Marató 2008), o Fantasma, publicat al seu EP Como un Fantasma.
Chenoa ha venut més d'1.000.000 discos en la seva carrera i és una de les artistes més conegudes del país.

## Primers anys
Chenoa va néixer a Mar del Plata, Argentina, on va passar els seus primers anys fins que als 8 anys va emigrar amb la seva família a Mallorca, i va adquirir la nacionalitat espanyola. Va créixer escoltant Quincy Jones, Earth, Wind & Fire, Serú Girán i estudiant solfeig i ballet. Va adoptar el nom artístic de Chenoa, que en llengua sioux significa "Coloma blanca".
Als 12 anys va començar a cantar amb els seus pares i als 16 es va fer cantant professional, amenitzant les nits en hotels. Poc després va formar el grup Quo Vadis, sense gaire èxit, tot i que continuaria de guanyar-se la vida cantant en els clàssics bars del circuit mallorquí amb la seva banda Koan Fussion, que adaptaven temes clàssics i els fusionaven amb sons de Jazz i Rhythm & Blues. Mentrestant, es va diplomar en Educació Infantil per la Universitat de les Illes Balears i va aconseguir ser solista a l'espectacle del Casino de Mallorca.

## Carrera musical
El 2002, i després de passar per Operación Triunfo, on va quedar en 4a posició, es va publicar el seu primer disc, Chenoa. El disc va ser un èxit, va vendre més de 500.000 còpies. A més, Chenoa va obtenir dues nominacions als Premios Amigo, el premi Dial 2002 i 2005, i el premi a la millor intèrpret europea en el concurs Eurobest, un concurs on competia un concursant d'Operación Triunfo enviat de cada país d'Europa, on va resultar guanyadora amb el tema "It's Raining Men".
Pocs mesos després de sortir el seu àlbum debut, surt al mercat Mis Canciones Favoritas, un disc intimista que es va convertir en disc d'or en una setmana. Mis Canciones Favoritas és un recorregut per les cançons de grans artistes ja consagrats.
En octubre del 2003 treu Soy mujer. Va debutar directament en el número 1 de la llista de vendes. Després d'una nominació als Premios Amigo, el premi Shangay a la millor artista femenina, un dur treball promocional tant a Espanya com a Amèrica Llatina i més de 250.000 còpies venudes, Chenoa va fer una gira de 87 concerts amb mig milió d'espectadors, la segona més important de l'any 2004.
Després d'un petit parèntesi en el qual es dedica a escriure nous temes per al següent disc, Nada es igual, surt el seu àlbum més personal i més arriscat, produït per Dado Parsini (Nek, Laura Pausini i Paolo Vallesi entre altres) en el qual hi destaquen cançons com Donde Estés, Nada es Igual o Rutinas, núm.1 a Espanya. La gira Nada es Igual va recollir grans crítiques així com un gran èxit de públic, cosa que es va veure reflectida a Contigo Donde Estés..., el DVD gravat a la Plaça de Toros de Mallorca davant 10.000 persones i publicat a Espanya en desembre del 2006 i que s'ha convertit en DVD d'or en menys d'un mes.
Chenoa va continuar promocionant el seu treball a l'Argentina, Xile, EUA, Mèxic, Puerto Rico amb una gira de concerts acústics.
El 2007 publica Absurda Cenicienta, el primer àlbum que és compost per ella en la totalitat, el treball va debutar amb un disc d'or i un núm. 2 en promusicae.
Més endavant, va iniciar una gran gira promocional en la qual va recórrer gran part del continent americà i amb la qual el seu primer single Todo irá bien és el núm.1 en 6 països i doble platí a les descàrregues espanyoles. A continuació, comença la seva gira "Absurda cenicienta" a la que recorre la geografia espanyola amb 50 concerts i fa el seu primer concert americà a Veneçuela. L'àlbum finalment arribaria al disc de platí a Espanya com a prova que és una de les solistes amb major consolidació a la música llatina.
En gener del 2009 Chenoa va viatjar a Miami per compondre i gravar Desafiando la gravedad, disc que sortirà a la venda el 6 d'octubre del 2009 i el primer senzill del qual Duele ja es pot escoltar a les ràdios; a més, s'ha confirmat que el disc inclourà un duet amb Gloria Trevi.
Al 2011 treu el seu EP Como un Fantasma, del que s'extreuen els senzill que dona nom al disc i Simplemente tu.
El 17 de setembre del 2013, Chenoa va estrenar el seu nou àlbum Otra Dirección. Aquest àlbum consta de dos CDS, un en castellà que conté 11 cançons i un altre CD en anglès, que conté 8 versions.
En 2015 va formar part del jurat del programa musical Oh Happy Day de TV3.
Al 2016 treu el disc Soy Humana, amb el single que dona nom al disc. També és l'any que es duu a terme el concert d'OT el Reencuentro i quan comença a treballar com a jurat a "Tu cara Me suena", a partir de la 5a edició.
Al 2017 publica "Defectos Perfectos" un llibre de vivències.
Al 2019 treu el senzill "A Mi Manera".
El 2025 fou inclosa a la llista Forbes de les 50 dones més influents de les Balears.

## Discografia

### Discs
- Chenoa (2002) #2 més de 500.000 discs venuts.
- Mis canciones favoritas (edició limitada) #6 més de 90.000 discs venuts.
- Soy mujer (2003) #1 més de 250.000 discs venuts.
- Nada es igual (2005) #6 més de 240.000 discs venuts.
- Contigo donde estés... (DVD+CD) (2006) més de 10.000 discs venuts.
- Absurda Cenicienta (2007) #2 més de 80.000 discs venuts.
- Desafiando la gravedad (2009).
- Otra Dirección (2013).
- #SoyHumana (2016).

### Singles
- 2002 "Atrévete (Mystify)" - #1 (ESP), #5 (ARG)
- 2002 "Cuando tú vas" - #1 (ESP)
- 2002 "Yo te daré" - #18 (ESP)
- 2002 "El centro de mi amor" - #28 (ESP)
- 2003 "Desnuda frente a ti" - (ESP)
- 2003 "En tu cruz me clavaste" - #1 (SPA). #1 (VEN)
- 2004 "Soy lo que me das" - #13(ESP)
- 2004 "Siete pétalos" - #10 (ESP)
- 2004 "Dame" - #1 (ESP)
- 2004 "Soy mujer (single)" - #21 (ESP)
- 2005/2006 "Rutinas" - #1 (ESP), #25 (LA), #100 (MEX)
- 2006/2007 "Tengo para ti" - #7 (ARG), #21 (ESP)
- 2006 "Donde estés..." - (promo only)
- 2007 "Todo irá bien" - #1 (ESP), #1 (PR), #3 (VEN), #1 (CR), #6 (COL), #1 (CHI), #1 (Latinoamérica), #17 (ARG), #3 (MEX), #1 (ECU)
- 2008 "El bolsillo del revés" - #1(CR) #4(AR) #14 (ESP)
- 2008 "Absurda cenicienta (single)" - #1(CR), #1(LA), #1(GU),#2(BO), #4(EC),#6(AR),#11(CH)
- 2009 " Duele"
- 2009 "Buenas Noticias"
- 2011 "Como un Fantasma"
- 2011 "Simplemente Tú"
- 2013 "Quinta Dimensión"
- 2014 "Júrame"
- 2014 "Hoy sale el sol"
- 2016 "Soy Humana"
- 2017 "Tu y Yo"
- 2019 "A mi manera"
- 2019 "Las chicas buenas"
- 2023 "Bailar contigo"

### DVD
- 2006 "Contigo donde estés" DVD d'Or.

## Gires
- 2002: "Chenoa" - 75 concerts.
- 2003: "Primavera" - 23 concerts.
- 2004: "Soy Mujer" - 87 concerts.
- 2006: "Nada es Igual" - 40 concerts.
- 2007: "Presentación Absurda Cenicienta"- 10 concerts.
- 2008: "Absurda Cenicienta" - 50 concerts.
- 2009:"Presentación Desafiando la gravedad" - 5 concerts.
- 2009 - 2010: "Desafiando La Gravedad".
- 2013 "Un sueño cumplido".
- 2013 - 2014 "Otra Dirección".
- 2016 - 2017 "#SoyHumana". 40 concerts.
- 2018 "+Humana".
- 2019 "A mi manera".
- 2020 "Dream Fest".

### Altres
- 2002: OT1 - 27 concerts.
- 2003: Generación OT (OT1 i OT2) - 17 concerts.
- 2003: Escondidos (Chenoa i David Bisbal) - 40 concerts.

## Premis
2002:
- Premi Cadena Dial a l'Artista revelació.

2003:
- Premi Eurobest a la Millor intèrpret europea.

2004:
- Premi Micròfon de Plata a la Persona més estimada de l'any.
- Premi Sol Música a la Millor artista consagrada.
- Premi Siruel de Plata.
- Premi Reina del Cargol.

2005:
- Premi Micrófono de Oro.
- Premi Shangay a la Millor artista nacional.
- Premi Mara de Oro a la Millor intèrpret jove Internacional (Veneçuela).

2006:
- Premi Cadena Dial a l'Artista de l'any.
- Premi Punto Radio al Millor àlbum de l'any per Nada es igual.

2008:
- Premi Diario de Mallorca pel seu esforç i trajectòria professional.
- Premio Orgullosamente Latino a la Millor cançó llatina per Todo irá bien (Amperica Llatina).
- Premi Shangay al Millor disc nacional per Absurda Cenicienta.

2009:
- Premio Eñe de la Música a la Millor solista femenina per "Duele"
- Premio Cadena Dial a l'Artista del año